# Joost van Os
Pieter Joost van Os (* 15. Januar 1921 in Den Haag; † 21. November 1984 in Leidschendam) war ein niederländischer Jazzmusiker (Trompete, Kornett).

## Leben und Schreiben
Os wurde früh in der Jazzszene von Den Haag bekannt. Bereits ab 1933 leitete er mit Joost van 0s and his Rhythm sein eigenes Orchester, das bis 1938 existierte. Zwischen 1938 und 1943 war er der Trompeter der damals in den Niederlanden beliebten Swing Papa’s, mit denen 1941 Aufnahmen entstanden. In den letzten Kriegsjahren leitete er Joost van 0s’ Residentie Dansorkest. Noch vor der Befreiung der Niederlande schmiedete er mit Peter Schilperoort Pläne über künftige Jazzaktivitäten. Diese Pläne führten zur Gründung der Dutch Swing College Band, an deren ersten Konzerten er allerdings nicht beteiligt war. Aber noch im Sommer 1945 trat er der Band bei und gab bald zudem als Redakteur eine Fanpostille unter dem Titel Dutch Swing College Club heraus. In der Dutch Swing College Band spielte er bis 1947. Offizielle Schallplatten wurden in dieser Zeit nicht veröffentlicht, aber eine Einspielung aus dem Jahr 1945 ist auf dem Album The Dutch Swing College Story 1945–1968 dokumentiert. Überdies war er 1980 an Live-Aufnahmen mit der Band beteiligt (Jubilee Concert).
Ab 1950 trat Os in einer Jazz-Combo an der Seite von Frans Vink auf. Ab 1975 war er in der von Jan Pieters geleiteten Swing Society tätig, mit der das Album Happy Together Again (Philips 1975) entstand. Tom Lord verzeichnet im Bereich des Jazz 18 Aufnahmen zwischen 1941 und 1980.